# Anthophora nigritula
Anthophora nigritula là một loài Hymenoptera trong họ Apidae. Loài này được Cockerell mô tả khoa học năm 1924.